# Gerhard Clement
Gerhard Clement (* 25. November 1938 in Herne; † 1. April 2023) war ein deutscher Fußballspieler, der in der Saison 1958/59 als Stürmer mit Westfalia Herne die Meisterschaft in der Oberliga West und mit 28 Treffern die Torjägerkrone erobert hat.

## Laufbahn

### Oberliga West, bis 1963
Der aus der eigenen Jugendabteilung gekommene Nachwuchsstürmer Gerhard Clement wurde von Trainer Fritz Langner als 18-Jähriger erstmals am 11. August 1957 bei der 0:1-Heimniederlage gegen Alemannia Aachen in der Oberliga West eingesetzt. Gemeinsam mit dem linken Verbinder Heinz Crawatzo bildete er bei den Blau-Weißen vom Stadion am Schloss Strünkede den linken Flügel. Am Schlusstag der Runde, am 13. April 1958, konnte er sich beim 2:1-Auswärtserfolg bei Rot-Weiss Essen als Doppeltorschütze feiern lassen. An der Seite der Leistungsträger Hans Tilkowski, Alfred Pyka und Helmut Benthaus bestritt er in seiner Debütrunde 13 Ligaspiele und schoss dabei acht Tore. Der Klub aus der Herner Innenstadt belegte 1957/58 den zwölften Rang – einen Rang vor dem Lokalrivalen SV Sodingen – und nichts deutete darauf hin, dass die Mannschaft von Trainer Langner in den nächsten Runden in die Oberligaspitze aufrücken könnte.
Mit einer überragenden Abwehrleistung – in 30 Rundenspielen trafen die gegnerischen Angreifer nur 23-mal in das von Hans Tilkowski gehütete Herner Tor – und den 28 Toren des neuen West-Torschützenkönigs Gerhard Clement holte sich Westfalia Herne 1958/59 überraschend mit sechs Punkten Vorsprung vor dem 1. FC Köln und Fortuna Düsseldorf die westdeutsche Meisterschaft. Die Spieler Horst Wandolek, Kurt Sopart, Clement, Siegfried Burkhardt und Alex Kraskewitz bildeten die Stammformation im Angriff des neuen Meisters, der es wie der Vize 1. FC Köln auf 60 Treffer brachte. Josef Wolffram (Fortuna Düsseldorf) mit 25 Toren, Adolf Scheidt (Preußen Münster – 21 Tore) und Jupp Derwall (Fortuna Düsseldorf – 19 Tore) folgten in der Torjägerliste auf den Plätzen.
In der Endrunde um die deutsche Meisterschaft zeichnete sich Clement nur im Startspiel gegen Tasmania 1900 Berlin im Stadion Rote Erde in Dortmund beim 1:0-Heimsieg von Herne als Torschütze aus. Beim 3:1-Erfolg vor 42.000 Zuschauern gegen den Hamburger SV waren Wandollek und Kraskewitz für die Tore der Mannschaft aus der Industriestadt an der Emscher verantwortlich. Das folgende Spieljahr, 1959/60, eröffnete Clement mit seinen Westfalia-Mannschaftskameraden am 8. August 1959 mit dem Finale des westdeutschen Pokals. In Bochum setzte sich aber Schwarz-Weiß Essen mit 3:2 durch und holte sich auch am 27. Dezember in Kassel mit einem 5:2-Erfolg gegen Borussia Neunkirchen den DFB-Pokal 1959. In die Oberliga startete der Titelverteidiger am 23. August 1959 mit einem 2:0-Heimsieg – je ein Treffer von Wandollek und Clement – gegen Fortuna Düsseldorf. Im Rundenverlauf setzte sich aber der mit Spitzenspielern – in der Abwehr mit Fritz Ewert, Georg Stollenwerk, Karl-Heinz Schnellinger, Hans Sturm und Leo Wilden sowie im Angriff mit Helmut Rahn, Christian Müller und Hans Schäfer – bestückte 1. FC Köln souverän durch. Westfalia Herne kam mit sieben Punkten Rückstand zur Vizemeisterschaft und zog damit erneut in die Endrunde ein. Clement kam in 29 Ligaspielen auf 13 Tore. Mit der Heimbilanz von 23:7 Punkten konnte Herne zufrieden sein, das negative Auswärtsergebnis von 14:16 Zählern machte den Unterschied zu den Kölnern aus. Borussia Dortmund mit den zwei gefährlichen Torschützen Jürgen Schütz (31 Tore) und Friedhelm Konietzka (25 Tore) auf den dritten Rang verwiesen zu haben, zeugte von der Klasse der Langner-Elf. Durch einen 1:0-Erfolg in der Qualifikation gegen Kickers Offenbach kam Herne in die Endrunde. Das Startspiel verlor Herne mit 4:5 beim Karlsruher SC, nachdem Clement in der 18. Minute seine Mannschaft mit 1:0 in Führung gebracht hatte. Mit seinem zweiten Treffer zum 2:2-Endstand im Heimspiel gegen die Badener endete am 18. Juni 1960 die Endrunde 1960. Insgesamt bestritt Gerhard Clement von 1959 bis 1960 13 Endrundenspiele und schoss dabei drei Tore.
Herne gehörte 1961 und 1962 mit den Plätzen fünf und sechs noch der Spitzengruppe im Westen an, rutschte aber ausgerechnet im letzten Oberligajahr 1962/63 auf den 14. Rang in der Tabelle zurück und verspielte damit endgültig die Chance, für die neue Fußball-Bundesliga nominiert zu werden. Von 1957 bis 1963 hatte Clement für Westfalia Herne in der Oberliga West 144 Spiele bestritten und dabei 70 Tore erzielt. Er ist damit der Rekordtorschütze der Westfalia in der Oberliga West.

### Regionalliga West, bis 1967
Mit Trainer Hans Hipp und einem 3:3-Heimremis gegen Duisburg 48/99 startete Westfalia Herne am 4. August 1963 in die erste Runde der Regionalliga West. Clement steuerte dazu einen Treffer bei. Mit Torhüter Wolfgang Scheid und Mittelfeldspieler Hans Sondermann hatte der Mittelstürmer neue Mitspieler an seiner Seite und mit Hans Cieslarczyk einen Ex-Spieler vom SV Sodingen, der nach langwierigen Verletzungen einen Neuanfang versuchte. Herne belegte 1963/64 den sechsten Rang, aber weit abgeschlagen hinter Meister Alemannia Aachen und dem Vize Wuppertaler SV. Am letzten Spieltag, dem 10. Mai 1964, kam es bei der Begegnung Herne gegen Fortuna Düsseldorf bei einem 1:1-Spielstand nach einer unabsichtlichen Verletzung des Fortuna-Torhüters Albert Görtz in der 79. Minute durch Gerhard Clement beim Überspringen des herauslaufenden Keepers zu Tumulten und Prügeleien durch auf den Platz laufende Zuschauer und danach zu einem Spielabbruch.
In den drei nächsten Runden schwang Herbert Burdenski das Trainer-Zepter in Herne, er konnte aber das Absinken in das hintere Mittelfeld nicht verhindern. Gerhard Clement verabschiedete sich am letzten Spieltag der Runde 1966/67, am 15. Mai 1967, bei der 3:4-Niederlage beim Bonner SC aus der Regionalliga West und von Westfalia Herne. Zum Abschied traf er nochmals zur 1:0-Führung für seinen Heimatverein. Zu den Mitspielern gehörten Wolfgang Scheid, Friedhelm Dick, Günter Graetsch und Gerd Knoth. Clement hatte von 1963 bis 1967 für die Blau-Weißen 112 Spiele in der Regionalliga absolviert und dabei 29 Tore erzielt.
Ab der Runde 1967/68 ließ er in der Verbandsliga Westfalen bei der Hammer SpVg seine Karriere im Amateurfußball ausklingen.
Er arbeitete danach als kaufmännischer Angestellter beim Bochumer Kohlen-Kontor.